# Jessie (Toy Story)
Jessie è un personaggio immaginario, protagonista femminile del franchise d’animazione Toy Story, compare per la prima volta nel secondo film.
Nel film è un giocattolo ispirato ad una serie animata di successo, di nome Woody e gli amici del West, nella quale Woody è il protagonista.

## Ruolo
Il carattere del giocattolo è molto simile a quello presente nella serie animata: è eccitabile, coraggiosa e molto atletica, con la passione per lo jodel. Tuttavia, dopo l'abbandono da parte della sua prima padroncina Emily, la Jessie dei film diviene molto triste, il che l'ha lasciata un po' diffidente. Anni di permanenza in magazzino l'hanno resa un po' ritirata. È anche claustrofabica al punto da iperventilare ogni volta che si trova all'interno di spazi chiusi o bui, o anche al solo pensiero di essere abbandonata. All'inizio di Toy Story 3, mostra ancora segni di claustrofobia, di essere depositata e di essere abbandonata quando lei e i giocattoli credono erroneamente di essere stati gettati via da Andy. Tuttavia, per tutto il resto del film, sempre essere più leale, sicura di sé e di aiuto agli altri, sviluppando una relazione romantica con Buzz Lightyear.
Alla fine del secondo film, e anche nella seconda metà del terzo, è evidente che Buzz Lightyear sia innamorato di lei. Non è ben precisato se Jessie però ricambia il suo sentimento; sembra di sì nella prima occasione, perché dopo che Buzz l'ha lusingata con timidezza, lei risponde al complimento con: "Ma lo sai che sei il giocattolo spaziale più dolce che abbia mai conosciuto?" e anche nella scena in cui Buzz, nel camion della spazzatura, ritorna in sé dopo che gli è caduto un televisore addosso, visto che Jessie, appena scopre che Buzz sta bene, lo riempie di baci. In un'altra scena del terzo film, in cui Buzz le fa un complimento in spagnolo, lei domanda "Avete aggiustato Buzz?", cosa che mette in dubbio la corrispondenza all'amore dell'astronauta, anche se questa reazione è probabilmente dovuta al fatto che Buzz fino a qualche ora prima era malvagio. La vera conferma avviene nei titoli di coda del film, dove Jessie e Buzz danzano appassionatamente sotto le note della canzone Un amico in me in versione spagnola; inizialmente l'astronauta non capisce il suo comportamento (ballando involontariamente), ma Jessie lo invita (con tono seducente) a lasciarsi andare, e ciò fa pensare che anche la cowgirl prova davvero qualcosa per lui. 
Appare anche in un cameo in Monsters & Co., dove è un giocattolo appartenente a Boo.

## Caratteristiche

### Personalità
Jessie è raffigurata come eccitabile, cordiale, energica ed estroversa, e notevolmente più libera, frizzante e turbolenta rispetto all'ordinato e calmo Woody. È anche un po' maschiaccio e una talentuosa jodelista.
Nonostante l'estrema allegria e la personalità solare di Jessie, è segnata da uno sfondo cupo, leggermente deprimente e malinconico, quando è stata dimenticata e abbandonata dalla sua ex proprietaria Emily. Trascorse anni dopo come oggetto da collezione di proprietà di Al confezionato in una scatola di cartone insieme a Stinky Pete e Bullseye, e di conseguenza fu segnata in modo permanente da claustrofobia e nictofobia, spingendosi in orribili attacchi di panico quando si trovava in spazi ristretti o di fronte alla minaccia di essere riposta di nuovo. Per anni, è stata anche segnata da un forte senso di non sentirsi amata, che ha mascherato con la sua estrema giocosità, che è stata pacificata dopo essere stata presa da Andy.

### Aspetto fisico
È snella, ha gli occhi verdi, i capelli di filo rosso raccolti in una treccia, la pelle pallida di plastica e un naso piccolo. Ha anche un nastro giallo legato alla parte inferiore dei suoi capelli intrecciati, una camicia bianca a maniche lunghe in stile occidentale che include un corpetto giallo brillante e polsini completi di disegni rossi vorticosi, jeans blu, un paio di gambali bianchi con macchie di mucca tutto sopra, stivali marroni, cintura abbinata con fibbia dorata, cappello rosso da cowgirl e un cordoncino sulla schiena con un passante bianco attaccato.

### Rapporti con altri personaggi
Woody e Jessie condividono una relazione da fratelli. Da quando si sono incontrati nell'attico di Al, i due condividono uno stretto legame. I due hanno dimostrato di avere discussioni piuttosto accese di tanto in tanto, soprattutto per quanto riguarda Andy, poiché Woody è ferocemente leale, mentre Jessie è più riluttante a fidarsi a causa del suo passato; tuttavia, si prendono profondamente cura l'uno dell'altra.
Bullseye e Jessie condividono una stretta relazione. I due non si vedono quasi mai senza che l'altro sia dietro di loro.
La sua relazione con Buzz è stata accennata solo alla fine di Toy Story 2, quando Buzz si è subito infatuato di lei. In Toy Story 3, la loro relazione non si è evoluta molto dal film precedente, ma viene mostrato che Jessie è affezionata a Buzz e lui è protettivo nei suoi confronti. Anche più tardi, nella modalità demo in cui viene messo da Lotso e dai suoi scagnozzi, rimane attratto da Jessie, definendola una "tentatrice" con un bell'aspetto ammaliante. Poi di nuovo, dopo essere stato reimpostato in modalità spagnola, Buzz si mostra ancora attratto da lei, e lo esprime apertamente, chiamandola (in spagnolo) "il mio fiore del deserto", ballandole intorno e chiedendole di unirsi a lui nelle sue avventure esplorative la galassia, proteggendola da Mr. Potato quando lo vedeva come una minaccia, diventando geloso quando ha abbracciato Woody, mostrando un evidente desiderio di impressionarla, e salvandola non solo dall'essere intrappolata nella spazzatura, ma dall'essere schiacciata da un televisore che cade. Jessie mostra i primi segni di forti sentimenti per Buzz durante questo salvataggio e quando pensa che sia morto per la prima volta dopo che il televisore è caduto su di lui, è chiaramente disperata. Lo bacia persino sulla guancia quando Buzz si sveglia. Mentre i giocattoli di Andy stanno per essere distrutti da un inceneritore di rifiuti, Buzz e Jessie continuano a tenersi per mano, e dopo che il gruppo viene salvato, solo Buzz e Jessie continuano a tenersi per mano dopo che l'artiglio li ha portati tutti in salvo. Durante i titoli di coda, i due eseguono una danza paso doble.

## Nella cultura di massa
Jessie è stato il nome scelto per la versione 8 del sistema operativo Debian, rilasciata nel 2015.